# Charlotte Frogner
Pour les articles homonymes, voir Frogner (homonymie).
Charlotte Frogner est une actrice norvégienne née le 4 septembre 1981.

## Carrière
Cette actrice norvégienne est membre de la troupe du Det Norske Teatret à Oslo, depuis 2004. Elle est apparue dans plusieurs productions théâtrales ainsi que dans des séries télévisées. Au cinéma, elle a notamment joué dans le film Dead Snow. Du 28 juillet au 7 août 2010, elle a joué également les rôles de Ingrid, Anitra, et d'autres personnages de femmes dans le spectacle Peer Gynt.

## Filmographie
- 2006 : Noen ganger gjør det vondt
- 2006 : Nora
- 2007 : 5 løgner
- 2008-2010 : Maria (série TV)
- 2009 : Dead Snow
- 2010 : Hvaler
- 2011 : Dag
- 2011 : Kjære Lisa
- 2014 : Side om side (série TV)
- 2014 : Dead Snow 2
- 2014 : Det tredje øyet

## Théâtre
- Piaf (2004)
- Frank (2005)
- Det folk vil ha (2005)

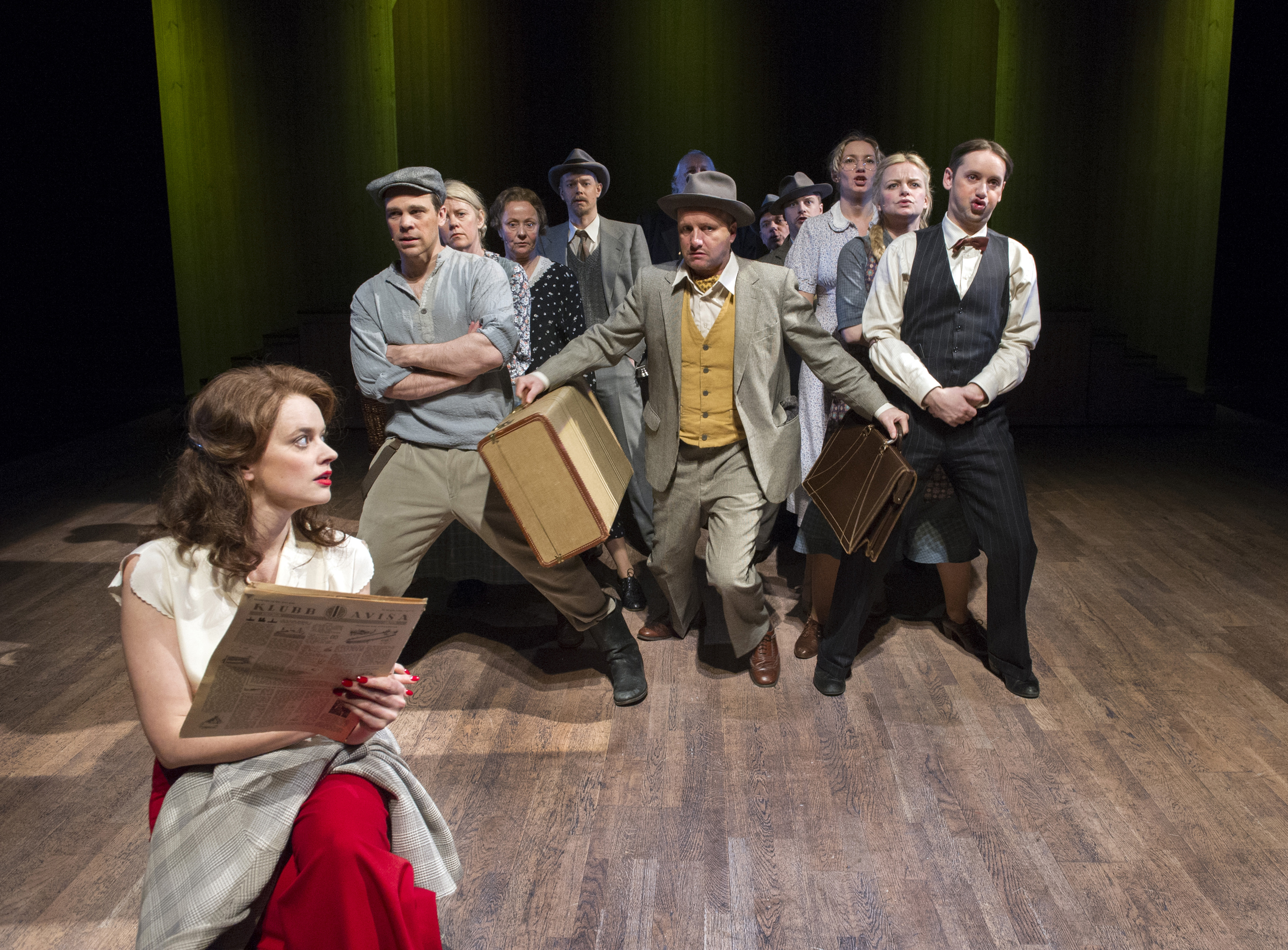
Charlotte Frogner dans le rôle principal de la comédie musicale Trost i taklampa en 2014

- Danse samba med meg / Dance samba with me (2006)
- Helten på den grøne øya / Hero of the green island (2006)
- Richard III (2007) - Lady Anne
- Lærde damer (2007)
- Få meg på, for faen / Get me the fuck up (2007)
- Jesus Christ Superstar (2009) - Maria Magdalena
- Masja i Eit lykkeleg sjølvmord (2009)
- Evig ung (2009)
- Natalie i Next to Normal (2010)

## Nominations et récompenses
- 2009 : prix d'interprétation au Seoul International Drama Awards (en) pour Maria